# Steve Aoki/Diskografie
Diese Diskografie ist eine Übersicht über die musikalischen Werke des US-amerikanischen DJ und Produzenten Steve Aoki. Den Schallplattenauszeichnungen zufolge hat er bisher mehr als 9,8 Millionen Tonträger verkauft. Seine erfolgreichsten Veröffentlichungen stellen der Remix zu Kid Cudis Track Pursuit of Happiness sowie die Singles A Light That Never Comes und Just Hold On mit Chartplatzierungen in zahlreichen Ländern und mehrfachen Schallplattenauszeichnungen dar.

## Alben

### Studioalben
| Jahr | Titel                      | Höchstplatzierung, Gesamtwochen, AuszeichnungChartplatzierungen (Jahr, Titel, Platzierungen, Wochen, Auszeichnungen, Anmerkungen) | Höchstplatzierung, Gesamtwochen, AuszeichnungChartplatzierungen (Jahr, Titel, Platzierungen, Wochen, Auszeichnungen, Anmerkungen) | Höchstplatzierung, Gesamtwochen, AuszeichnungChartplatzierungen (Jahr, Titel, Platzierungen, Wochen, Auszeichnungen, Anmerkungen) | Höchstplatzierung, Gesamtwochen, AuszeichnungChartplatzierungen (Jahr, Titel, Platzierungen, Wochen, Auszeichnungen, Anmerkungen) | Höchstplatzierung, Gesamtwochen, AuszeichnungChartplatzierungen (Jahr, Titel, Platzierungen, Wochen, Auszeichnungen, Anmerkungen) | Höchstplatzierung, Gesamtwochen, AuszeichnungChartplatzierungen (Jahr, Titel, Platzierungen, Wochen, Auszeichnungen, Anmerkungen) | Anmerkungen                              |
| Jahr | Titel                      | DE | AT | CH | UK | US | Dance | Anmerkungen                              |
| ---- | -------------------------- | --- | --- | --- | --- | --- | --- | ---------------------------------------- |
| 2010 | Wonderland                 | — | — | — | — | US59 (2 Wo.)US | Dance6 (4 Wo.)Dance | Erstveröffentlichung: 10. Januar 2012    |
| 2014 | Neon Future I              | — | AT64 (1 Wo.)AT | CH71 (1 Wo.)CH | — | US32 Gold · (2 Wo.)US | Dance1 (16 Wo.)Dance | Erstveröffentlichung: 30. September 2014 |
| 2015 | Neon Future II             | — | — | — | — | US66 (1 Wo.)US | Dance2 (6 Wo.)Dance | Erstveröffentlichung: 12. Mai 2015       |
| 2017 | Steve Aoki Presents Kolony | — | — | — | — | US195 (1 Wo.)US | Dance5 (6 Wo.)Dance | Erstveröffentlichung: 21. Juli 2017      |
| 2018 | Neon Future III            | — | — | — | — | US153 (1 Wo.)US | Dance1 (12 Wo.)Dance | Erstveröffentlichung: 9. November 2018   |
| 2020 | Neon Future IV             | — | — | — | — | — | Dance11 (1 Wo.)Dance | Erstveröffentlichung: 3. April 2020      |
| 2022 | HiROQUEST: Genesis         | — | — | — | — | — | Dance4 (1 Wo.)Dance | Erstveröffentlichung: 16. September 2022 |

### Kompilationen
- 2015: Neon Future Odyssey

### Remixalben
- 2012: Wonderland (Remixed)
- 2019: Neon Future III (Remixes)
- 2020: Neon Future IV (Remixes)
- 2022: HiROQUEST: Genesis Remixed

### Mixtapes
- 2007: Pillowface and His Airplane Chronicles

### EPs
- 2012: It’s the End of the World As We Know It
- 2014: A Light That Never Comes (Remixes)
- 2016: 4OKI
- 2018: 5OKI
- 2021: 6OKI – Rave Royale

## Singles

### Als Leadmusiker
| Jahr | Titel Album                                                    | Höchstplatzierung, Gesamtwochen, AuszeichnungChartplatzierungen (Jahr, Titel, Album, Platzierungen, Wochen, Auszeichnungen, Anmerkungen) | Höchstplatzierung, Gesamtwochen, AuszeichnungChartplatzierungen (Jahr, Titel, Album, Platzierungen, Wochen, Auszeichnungen, Anmerkungen) | Höchstplatzierung, Gesamtwochen, AuszeichnungChartplatzierungen (Jahr, Titel, Album, Platzierungen, Wochen, Auszeichnungen, Anmerkungen) | Höchstplatzierung, Gesamtwochen, AuszeichnungChartplatzierungen (Jahr, Titel, Album, Platzierungen, Wochen, Auszeichnungen, Anmerkungen) | Höchstplatzierung, Gesamtwochen, AuszeichnungChartplatzierungen (Jahr, Titel, Album, Platzierungen, Wochen, Auszeichnungen, Anmerkungen) | Höchstplatzierung, Gesamtwochen, AuszeichnungChartplatzierungen (Jahr, Titel, Album, Platzierungen, Wochen, Auszeichnungen, Anmerkungen) | Anmerkungen |
| Jahr | Titel Album                                                    | DE | AT | CH | UK | US | Dance | Anmerkungen |
| --- | -------------------------------------------------------------- | --- | --- | --- | --- | --- | --- | --- |
| 2009 | I’m in the House –                                             | — | — | — | UK29 (3 Wo.)UK | — | — | Erstveröffentlichung: 24. September 2009 mit Zuper Blahq                                                        |
| 2011 | Turbulence –                                                   | — | — | — | UK66 (3 Wo.)UK | — | — | Erstveröffentlichung: 14. Mai 2011 feat. Lil Jon & Laidback Luke                                                |
| 2011 | No Beef –                                                      | — | — | — | UK25 (4 Wo.)UK | — | — | Erstveröffentlichung: 22. August 2011 mit Afrojack & Miss Palmer                                                |
| 2012 | Beat Down –                                                    | — | — | — | UK44 (2 Wo.)UK | — | — | Erstveröffentlichung: 31. Mai 2012 mit Angger Dimas & Iggy Azalea                                               |
| 2012 | Pursuit of Happiness (Steve Aoki Dance Mix) Project X (O.S.T.) | DE51 Gold · (13 Wo.)DE | AT46 (6 Wo.)AT | CH50 (7 Wo.)CH | UK64 Silber · (4 Wo.)UK | US59 ×4Vierfachplatin · (2 Wo.)US | — | Erstveröffentlichung: 6. August 2012 Remix der Single von KiD CuDi (2010) Verkäufe: + 4.420.000                 |
| 2013 | Boneless Neon Future I                                         | DE49 (6 Wo.)DE | AT42 (3 Wo.)AT | — | — | — | Dance17 (23 Wo.)Dance | Erstveröffentlichung: 23. August 2013 mit Chris Lake & Tujamo; Verkäufe: + 35.000                               |
| 2013 | A Light That Never Comes Recharged                             | DE8 (13 Wo.)DE | AT21 (6 Wo.)AT | CH15 (7 Wo.)CH | UK34 (2 Wo.)UK | US65 (1 Wo.)US | Dance8 (20 Wo.)Dance | Erstveröffentlichung: 16. September 2013 mit Linkin Park                                                        |
| 2013 | Bring You to Life (Transcend) –                                | — | — | — | — | — | Dance44 (1 Wo.)Dance | Erstveröffentlichung: 15. Oktober 2013 mit Rune RK feat. Ras                                                    |
| 2014 | Freak Random White Dude Be Everywhere                          | — | — | — | — | — | Dance33 (20 Wo.)Dance | Erstveröffentlichung: 18. März 2014 mit Deorro & Diplo feat. Steve Bays                                         |
| 2014 | Rage the Night Away Neon Future I                              | — | — | — | — | — | Dance20 (20 Wo.)Dance | Erstveröffentlichung: 22. April 2014 feat. Waka Flocka Flame                                                    |
| 2014 | Delirious (Boneless) Neon Future I                             | DE97 Gold · (2 Wo.)DE | — | — | — | US90 Gold · (3 Wo.)US | Dance9 (26 Wo.)Dance | Erstveröffentlichung: 24. Juni 2014 mit Chris Lake & Tujamo feat. Kid Ink; Verkäufe: + 810.000                  |
| 2014 | Get Me Outta Here Neon Future I                                | — | — | — | — | — | Dance28 (1 Wo.)Dance | Erstveröffentlichung: 16. September 2014 feat. Flux Pavilion                                                    |
| 2015 | I Love It When You Cry (Moxoki) Neon Future II                 | — | — | — | — | — | Dance22 (20 Wo.)Dance | Erstveröffentlichung: 10. Februar 2015 feat. Moxie Raia                                                         |
| 2015 | Darker Than Blood Neon Future II                               | — | — | — | — | — | Dance36 (1 Wo.)Dance | Erstveröffentlichung: 14. April 2015 feat. Linkin Park                                                          |
| 2016 | Can’t Go Home –                                                | — | — | — | — | — | Dance23 (20 Wo.)Dance | Erstveröffentlichung: 25. März 2016 mit Felix Jaehn feat. Adam Lambert                                          |
| 2016 | Back 2 U –                                                     | — | — | — | — | — | Dance23 (20 Wo.)Dance | Erstveröffentlichung: 19. Mai 2016 mit Boehm feat. Walk the Moon                                                |
| 2016 | How Else Steve Aoki Presents Kolony                            | — | — | — | — | — | Dance47 (1 Wo.)Dance | Erstveröffentlichung: 24. Juni 2016 feat. Rich the Kid & iLoveMakonnen                                          |
| 2016 | Just Hold On Neon Future III                                   | DE32 Gold · (15 Wo.)DE | AT8 (16 Wo.)AT | CH26 Gold · (15 Wo.)CH | UK2 Platin · (15 Wo.)UK | US90 Gold · (6 Wo.)US | Dance7 (23 Wo.)Dance | Erstveröffentlichung: 10. Dezember 2016 mit Louis Tomlinson; Verkäufe: + 1.850.000                              |
| 2017 | Lit Steve Aoki Presents Kolony                                 | — | — | — | — | — | Dance34 (2 Wo.)Dance | Erstveröffentlichung: 7. Juli 2017 mit Yellow Claw feat. Gucci Mane & T-Pain                                    |
| 2017 | All Night Neon Future III                                      | — | — | — | — | — | Dance9 (15 Wo.)Dance | Erstveröffentlichung: 17. November 2017 mit Lauren Jauregui                                                     |
| 2017 | MIC Drop (Steve Aoki Remix) –                                  | DE71 (1 Wo.)DE | AT46 (1 Wo.)AT | CH76 (1 Wo.)CH | UK46 (1 Wo.)UK | US28 (10 Wo.)US | — | Erstveröffentlichung: 24. November 2017 Remix der Single von BTS feat. Desiigner Verkäufe: + 560.000            |
| 2018 | Azukita Neon Future III                                        | — | — | — | — | US— ×2Doppelplatin (Latin)US | Dance16 (20 Wo.)Dance | Erstveröffentlichung: 2. Februar 2018 mit Daddy Yankee, Play-N-Skillz & Elvis Crespo; Verkäufe: + 200.000       |
| 2018 | Pretender Neon Future III                                      | — | — | — | — | — | Dance24 (17 Wo.)Dance | Erstveröffentlichung: 18. Mai 2018 feat. Lil Yachty & AJR                                                       |
| 2018 | Be Somebody Neon Future III                                    | — | — | — | — | — | Dance30 (4 Wo.)Dance | Erstveröffentlichung: 7. September 2018 mit Nicky Romero feat. Kiiara                                           |
| 2018 | Jaleo –                                                        | — | — | — | — | — | Dance19 (20 Wo.)Dance | Erstveröffentlichung: 5. Oktober 2018 mit Nicky Jam                                                             |
| 2018 | Waste It on Me Neon Future III                                 | DE98 (1 Wo.)DE | AT57 (1 Wo.)AT | CH81 (1 Wo.)CH | UK57 (1 Wo.)UK | US89 Gold · (1 Wo.)US | Dance6 (20 Wo.)Dance | Erstveröffentlichung: 25. Oktober 2018 feat. BTS; Verkäufe: + 580.000                                           |
| 2019 | Are You Lonely Neon Future IV                                  | — | — | — | — | — | Dance33 (5 Wo.)Dance | Erstveröffentlichung: 22. Februar 2019 mit Alan Walker feat. Isák                                               |
| 2019 | Play It Cool Neon Future IV                                    | — | — | — | — | — | Dance20 (3 Wo.)Dance | Erstveröffentlichung: 22. März 2019 mit Monsta X                                                                |
| 2019 | Crash Into Me Neon Future IV                                   | — | — | — | — | — | Dance48 (1 Wo.)Dance | Erstveröffentlichung: 12. Juli 2019 mit Darren Criss                                                            |
| 2019 | Let It Be Me Neon Future IV                                    | — | — | — | — | — | Dance12 (6 Wo.)Dance | Erstveröffentlichung: 6. September 2019 feat. Backstreet Boys                                                   |
| 2019 | 2 in a Million Neon Future IV                                  | — | — | — | — | — | Dance39 (1 Wo.)Dance | Erstveröffentlichung: 6. Dezember 2019 mit Sting & Shaed                                                        |
| 2020 | Halfway Dead Neon Future IV                                    | — | — | — | — | — | Dance41 (2 Wo.)Dance | Erstveröffentlichung: 6. März 2020 feat. Global Dan & Travis Barker                                             |
| 2020 | Imagine –                                                      | — | — | — | — | — | Dance42 (1 Wo.)Dance | Erstveröffentlichung: 17. Juli 2020 mit Frank Walker feat. AJ Mitchell                                          |
| 2021 | Mambo –                                                        | — | — | — | — | — | Dance41 (2 Wo.)Dance | Erstveröffentlichung: 1. Februar 2021 mit Willy William feat. Sean Paul, Play N Skillz, El Alfa & Sfera Ebbasta |
| 2021 | Used To Be –                                                   | — | — | — | — | — | Dance10 (20 Wo.)Dance | Erstveröffentlichung: 19. März 2021 mit Kiiara feat. Wiz Khalifa                                                |
| 2021 | Aire –                                                         | — | — | — | — | — | Dance36 (7 Wo.)Dance | Erstveröffentlichung: 16. April 2021 mit Farruko                                                                |
| 2021 | Music Means Love Forever –                                     | — | — | — | — | — | Dance26 (1 Wo.)Dance | Erstveröffentlichung: 17. September 2021 mit Armin van Buuren                                                   |
| 2023 | New York –                                                     | — | — | — | — | — | Dance32 (1 Wo.)Dance | Erstveröffentlichung: 6. Januar 2023 mit Regard & Mazie                                                         |
| 2023 | Diferente –                                                    | — | — | — | — | — | Dance46 (1 Wo.)Dance | Erstveröffentlichung: 3. Februar 2023 mit CNCO                                                                  |
| 2023 | Hungry Heart –                                                 | — | — | — | — | — | Dance39 (1 Wo.)Dance | Erstveröffentlichung: 3. März 2023 mit Galantis & Hayley Kiyoko                                                 |
| Folgende Lieder erschienen nicht als Single, wurden aber durch das Album zum Download und Streaming bereitgestellt und konnten somit eine Platzierung erlangen: |                                                                | | | | | | | |
| |                                                                | | | | | | | |
| 2018 | Why Are We So Broken Neon Future III                           | — | — | — | — | — | Dance36 (1 Wo.)Dance | feat. Blink 182                                                                                                 |

Weitere Singles
| - 2010: Brrrat (mit Armand Van Helden) - 2011: Wake Up Call (mit Sidney Samson) - 2011: Earthquakey People (feat. Rivers Cuomo) - 2011: Tornado (mit Tiësto) - 2012: Ladi Dadi (Wynter Gordon) - 2012: Livin’ My Love (feat. LMFAO & Nervo) - 2012: Cudi the Kid (mit KiD CuDi feat. Travis Barker) - 2012: Come with Me (Deadmeat) (mit Nayer) - 2012: Steve Jobs (feat. Angger Dimas) - 2012: Emergency (mit Lil Jon & Chiddy Bang) - 2012: Phat Brahms (mit Angger Dimas vs. Dimitri Vegas & Like Mike) - 2013: Singularity (mit Angger Dimas feat. My Name Is Kay) - 2013: Omega (feat. Miss Palmer & Dan Sena) - 2013: Flight (mit R3hab) - 2014: Can’t Stop the Swag (mit Coone) - 2014: Feedback (mit Autoerotique vs. Dimitri Vegas & Like Mike) - 2014: Free the Madness (feat. Machine Gun Kelly) - 2014: Back to Earth (feat. Fall Out Boy) - 2014: Born to Get Wild (feat. will.i.am) - 2014: Afroki (feat. Afrojack & Bonnie McKee) - 2015: Cake Face - 2015: Home We’ll Go (Take My Hand) (mit Walk Off the Earth) - 2015: Youth Dem (Turn Up) (feat. Snoop Lion) - 2015: Phenomena (mit Borgore) - 2015: Lightning Strikes (feat. Nervo & Tony Junior) - 2015: The Power of Now (mit Headhunterz) - 2016: Feel (The Power of Now) (mit Headhunterz) - 2016: Melody (mit Dimitri Vegas & Like Mike vs. Ummet Ozcan) - 2016: Fight (Soundtrackbeitrag für Angry Birds – Der Film) - 2016: What We Started (mit Don Diablo × Lush & Simon feat. BullySongs) - 2016: ILYSM (mit Autoerotique) - 2016: Dope Girlz (mit Shaun Frank) - 2016: Bring the Funk Back (mit Reid Stefan) | - 2016: Kids (mit Morten) - 2016: Be Yourself (mit Deorro) - 2016: Supernova (Interstellar) (mit Marnik feat. Lil Jon) - 2016: Alive (feat. Young Egypt) - 2017: Without U (mit Dvbbs & 2 Chainz) - 2017: Night Call (feat. Lil Yachty & Migos) - 2017: Darker Than the Light That Never Bleeds (Chester Forever Steve Aoki Remix) (mit Linkin Park) - 2017: $4,000,000 (mit Bad Royale feat. Ma$e & Big Gigantic) - 2017: Smoke My Dope (mit Lil Uzi Vert; Soundtrackbeitrag für Bright) - 2017: We Are Legend (vs. Dimitri Vegas & Like Mike feat. Abigail Breslin) - 2018: Plur Genocide (mit Carnage feat. Lockdown) - 2018: Mayhem (mit Quintino) - 2018: Pika Pika (mit Loopers) - 2018: It’s Time (mit Laidback Luke feat. Bruce Buffer) - 2018: Anthem (mit Hardwell feat. Kris Kiss) - 2018: Moshi Moshi (mit Vini Vici feat. Mama Aoki) - 2018: Bella ciao (mit Marnik) - 2018: Shakalaka (mit Deorro, Makj & Max Styler) - 2018: Lie to Me (feat. Ina Wroldsen) - 2018: Hoovela (mit Twiig) - 2019: Hit Your Heart (mit Dagny) - 2019: Do It Again (mit Alok) - 2019: Rave (mit Showtek & Makj feat. Kris Kiss) - 2019: Hava (mit Timmy Trumpet feat. Dr Phunk) - 2019: Send It (mit Will Sparks) - 2019: I Wanna Rave (mit Bassjackers) - 2019: Popcorn (mit Ummet Ozcan & Dzeko) - 2020: Maldad (mit Maluma) - 2020: Love You More (feat. Lay & will.i.am) - 2020: One True Love (mit Slushii) - 2020: I Love My Friends (And My Friends Love Me) (mit Alle Farben & Icona Pop) - 2022: Stop The Wold (mit Marnik & Leony) |

### Als Gastmusiker
- 2009: Warp 7.7 (The Bloody Beetroots feat. Steve Aoki)
- 2009: Warp 1977 (The Bloody Beetroots feat. Steve Aoki & Bobermann)
- 2010: New Noise (The Bloody Beetroots feat. Steve Aoki & Refused)
- 2011: Misfits (Travis Barker feat. Steve Aoki)
- 2011: Codebreaker (Atari Teenage Riot feat. Steve Aoki)
- 2011: We’re All No One (Nervo feat. Afrojack & Steve Aoki)
- 2013: Steve French (Flux Pavilion feat. Steve Aoki)
- 2018: The Truth Untold (BTS feat. Steve Aoki)
- 2018: Motto (mit David Guetta feat. Lil Uzi Vert, G-Eazy & Mally Mall)
- 2018: How Long (Tom Morello feat. Steve Aoki & Tim McIlrath)
- 2018: Lonely (mit Alan Walker feat. ISÁK & Omar Noir)
- 2022: Nataaoki (Natanael Cano feat. Steve Aoki, US: Platin (Latin))
- 2023: Muñecas (Tini feat. La Joaqui & Steve Aoki)

## Produktionen

### Weird Science Production
Weird Science Production ist das Pseudonym einer Kollaboration von Steve Aoki und dem Blake Millers Produzententeam. Aus ihrer Feder stammen folgende Produktionen:
- Haus of Cards – Original
- Snoop Dogg – Sensual Seduction
- Teddybears – Cobrastyle
- Bloc Party – Helicopter
- The Rakes – Work Work Work
- Metro Station – Control
- Younglove – Discotech
- Peaches – Boys Wanna Be Her
- Under the Influence of Giants – Mama’s Room
- The Fashion – Like Knives & Solo Impala

### Remixe
| - 2008: Junkie XL – 1967 Poem - 2008: Robin Thicke – Magic - 2009: The Jackson Five – Dancing Machine - 2009: Autoerotique – Gladiator (mit DJ AM) - 2009: NASA feat. Kanye West, Lykke Li & Santigold – Gifted - 2009: Chris Cornell – Part of Me - 2009: Chester French – She Loves Everybody - 2009: The Killers – Spaceman (mit The Bloody Beetroots) - 2009: Fact – Rise - 2009: The All-American Rejects – The Wind Blows - 2009: Good Charlotte – Misery - 2009: S.P.A. – Pets Dance - 2009: Lenny Kravitz – Dancin’ Til Dawn - 2009: Duran Duran feat. Timbaland – Skin Divers - 2009: Drake feat. Kanye West, Lil Wayne & Eminem – Forever - 2009: Weezer – (If You’re Wondering If I Want You To) I Want You To - 2010: Tiga – What You Need - 2011: Klaxons – Echoes - 2011: KiD CuDi feat. MGMT & Ratatat – Pursuit of Happiness - 2012: Bassnectar – Red Step - 2012: Girls’ Generation – Mr. Taxi - 2012: Mike Posner – Looks Like Sex - 2012: Lady Gaga – Government Hooker - 2012: Army of the Universe – Kill the F* DJ - 2013: Dirtyphonics feat. Foreign Beggars – No Stopping Us - 2013: Travis Barker & Yelawolf – Push ’Em (mit Travis Barker) - 2013: 2 Unlimited – Get Ready | - 2013: Empire of the Sun – Celebrate - 2013: Borgore – Last Year (Mainstage Remix) - 2014: The Chainsmokers feat. sirenXX – Kanye (mit Twoloud) - 2014: DJ Felli Fel feat. CeeLo Green, Juicy J & Pitbull – Have Some Fun (Steve Aoki Edit) - 2014: David Guetta feat. Sam Martin – Dangerous - 2015: Botnek – Grindhouse - 2015: Steve Aoki – Neon Future (2045 Remix) - 2015: Maná – La prisión - 2015: Florian Picasso – The Shape (Steve Aoki Edit) - 2015: Max Styler & Charlie Darker – D2B - 2015: Hechizeros Banda – El sonidito (Dia De Los Muertos Remix; mit Reid Stefan) - 2015: Minor Circuit – Punch-Out!! - 2016: Henry Fong feat. Richie Loop – Drop It Down Low (Steve Aoki Edit) - 2016: Soundgarden – Spoonman - 2016: Blink-182 – Bored to Death - 2016: My Chemical Romance – Welcome to the Black Parade (10th Anniversary Remix) - 2016: Dimitri Vegas & Like Mike vs. Diplo feat. Deb’s Daughter – Hey Baby - 2017: Kenji Kawai – UTAI IV: Reawakening - 2017: Mangchi – The Best - 2017: Ayo & Teo – Rolex - 2017: Michael Jackson – Thriller (Midnight Hour Remix) - 2017: J Balvin & Willy William – Mi gente - 2017: Linkin Park – One More Light (Chester Forever Remix) - 2017: BTS feat. Desiigner – MIC Drop (Remix) - 2017: Oliver Heldens feat. Danny Shah – What the Funk - 2017: Alan Walker feat. Noah Cyrus & Digital Farm Animals – All Falls Down - 2017: Garmiani feat. Julimar Santos – Shine Good |

## Videoalben
- 2012: Deadmeat: Live at Roseland Ballroom

## Statistik

### Chartauswertung
|                     | DE    | AT    | CH    | UK    | US    | Dance       |
| ------------------- | ----- | ----- | ----- | ----- | ----- | ----------- |
| Nummer-eins-Alben   | DE—DE | AT—AT | CH—CH | UK—UK | US—US | Dance2Dance |
| Top-10-Alben        | DE—DE | AT—AT | CH—CH | UK—UK | US—US | Dance6Dance |
| Alben in den Charts | DE—DE | AT1AT | CH1CH | UK—UK | US5US | Dance7Dance |

|                       | DE    | AT    | CH    | UK    | US    | Dance        |
| --------------------- | ----- | ----- | ----- | ----- | ----- | ------------ |
| Nummer-eins-Singles   | DE—DE | AT—AT | CH—CH | UK—UK | US—US | Dance—Dance  |
| Top-10-Singles        | DE1DE | AT1AT | CH—CH | UK1UK | US—US | Dance6Dance  |
| Singles in den Charts | DE7DE | AT6AT | CH5CH | UK9UK | US6US | Dance35Dance |

### Auszeichnungen für Musikverkäufe
| Goldene Schallplatte - Australien - 2019: für die Single Boneless - 2019: für die Single MIC Drop (Steve Aoki Remix) - Belgien - 2012: für die Single Pursuit of Happiness - 2016: für die Single Melody - 2017: für die Single Just Hold On - Dänemark - 2017: für die Single Just Hold On - Frankreich - 2018: für die Single Just Hold On - Irland - 2017: für die Single Just Hold On - Italien - 2021: für die Single Salam Alaikum - Mexiko - 2015: für die Single Delirious (Boneless) - Neuseeland - 2022: für die Single MIC Drop (Steve Aoki Remix) - Niederlande - 2013: für die Single No Beef - Polen - 2017: für die Single Just Hold On - 2023: für die Single Are You Lonely - Spanien - 2024: für die Single Just Hold On | Platin-Schallplatte - Australien - 2013: für die Single Pursuit of Happiness - 2017: für die Single Just Hold On - Italien - 2017: für die Single Just Hold On - 2019: für die Single Azukita - Kanada - 2015: für die Single Delirious (Boneless) - 2017: für die Single Just Hold On - 2021: für die Single Waste It on Me - Neuseeland - 2021: für die Single Just Hold On - Schweden - 2017: für die Single Just Hold On - Spanien - 2023: für die Single Muñecas 3× Goldene Schallplatte - Mexiko - 2022: für die Single Nataaoki 2× Platin-Schallplatte - Spanien - 2024: für die Single Azukita 5× Goldene Schallplatte - Mexiko - 2021: für die Single Just Hold On |

Anmerkung: Auszeichnungen in Ländern aus den Charttabellen bzw. Chartboxen sind in ebendiesen zu finden.
| Land/RegionAuszeichnungen für Musikverkäufe (Land/Region, Auszeichnungen, Verkäufe, Quellen) | Silber  | Gold       | Platin       | Verkäufe  | Quellen              |
| -------------------------------------------------------------------------------------------- | ------- | ---------- | ------------ | --------- | -------------------- |
| Australien (ARIA)                                                                            | —       | 2× Gold2   | 2× Platin2   | 210.000   | aria.com.au          |
| Belgien (BRMA)                                                                               | —       | 3× Gold3   | —            | 45.000    | ultratop.be          |
| Dänemark (IFPI)                                                                              | —       | Gold1      | —            | 30.000    | ifpi.dk              |
| Deutschland (BVMI)                                                                           | —       | 3× Gold3   | —            | 550.000   | musikindustrie.de    |
| Frankreich (SNEP)                                                                            | —       | Gold1      | —            | 75.000    | snepmusique.com      |
| Irland (IRMA)                                                                                | —       | Gold1      | —            | 7.500     | Einzelnachweise      |
| Italien (FIMI)                                                                               | —       | Gold1      | 2× Platin2   | 135.000   | fimi.it              |
| Kanada (MC)                                                                                  | —       | —          | 3× Platin3   | 240.000   | musiccanada.com      |
| Mexiko (AMPROFON)                                                                            | —       | 3× Gold3   | 3× Platin3   | 330.000   | amprofon.com.mx      |
| Neuseeland (RMNZ)                                                                            | —       | Gold1      | Platin1      | 45.000    | radioscope.co.nz     |
| Niederlande (NVPI)                                                                           | —       | Gold1      | —            | 10.000    | nvpi.nl              |
| Polen (ZPAV)                                                                                 | —       | 2× Gold2   | —            | 35.000    | olis.pl              |
| Schweden (IFPI)                                                                              | —       | —          | Platin1      | 40.000    | sverigetopplistan.se |
| Schweiz (IFPI)                                                                               | —       | Gold1      | —            | 10.000    | hitparade.ch         |
| Spanien (Promusicae)                                                                         | —       | Gold1      | 3× Platin3   | 210.000   | elportaldemusica.es  |
| Vereinigte Staaten (RIAA)                                                                    | —       | 4× Gold4   | 6× Platin6   | 9.060.000 | riaa.com             |
| Vereinigtes Königreich (BPI)                                                                 | Silber1 | —          | Platin1      | 800.000   | bpi.co.uk            |
| Insgesamt                                                                                    | Silber1 | 25× Gold25 | 22× Platin22 |           |                      |